# Glochidion pyriforme
Glochidion pyriforme är en emblikaväxtart som beskrevs av Airy Shaw. Glochidion pyriforme ingår i släktet Glochidion och familjen emblikaväxter. Inga underarter finns listade i Catalogue of Life.